# Laguna Marovo
Laguna Marovo – największa słonawowodna laguna na świecie. Należy do grupy wysp Nowa Georgia. Położona jest w Prowincji Zachodniej, na Wyspach Salomona. Jej powierzchnia wynosi ok. 700 km². Sąsiaduje z wyspami Vangunu oraz Nggatokae. W 2008 roku, wraz z wyspą Tetepare, została wpisana na listę informacyjną UNESCO.

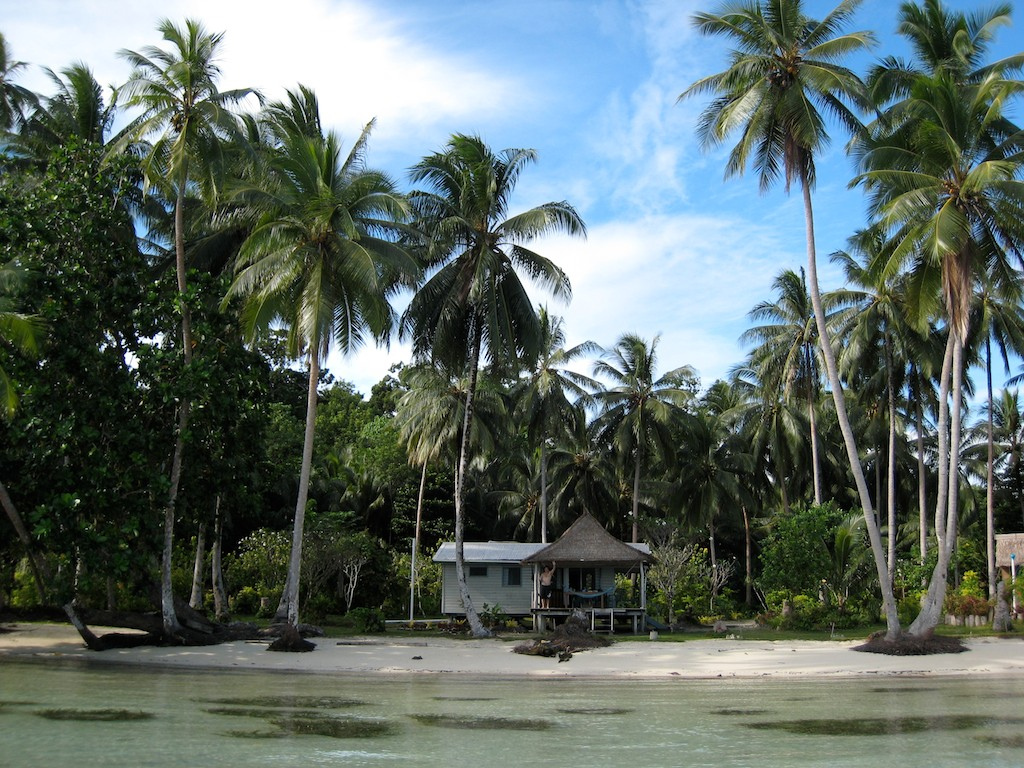
Laguna Marovo (2008 rok)

Na terenie laguny zidentyfikowano ok. 1500 gatunków ryb.